# Mouton de Jacob
 (mars 2025).
Si vous disposez d'ouvrages ou d'articles de référence ou si vous connaissez des sites web de qualité traitant du thème abordé ici, merci de compléter l'article en donnant les références utiles à sa vérifiabilité et en les liant à la section « Notes et références ».
Le mouton de Jacob est une race rare et patrimoniale de moutons domestiques, connue pour ses caractéristiques physiques inhabituelles, notamment sa nature polycornée (présence de deux, quatre, voire parfois six cornes). Il est considéré comme l’un des plus anciens types de moutons domestiqués et possède une histoire riche qui a suscité un vif intérêt tant dans le domaine de l’agriculture que dans celui du patrimoine culturel.

## Description
Les moutons de Jacob se distinguent par leur apparence atypique. Leur toison, souvent de teintes hétérogènes, présente généralement des zones blanches et foncées, donnant à l’animal un aspect moucheté ou « pie ». Une caractéristique particulièrement remarquable est le nombre variable de cornes : certains individus en possèdent deux, d’autres quatre, et il existe même des cas de moutons affichant six cornes. Ces cornes, souvent tordues ou recourbées, contribuent à leur allure unique.

## Histoire
L’origine exacte du mouton de Jacob reste sujette à débat. On pense toutefois que cette race descend d’anciennes lignées introduites en Grande-Bretagne par divers envahisseurs et marchands, probablement dès l’époque romaine. Au fil des siècles, le mouton de Jacob est mentionné dans plusieurs écrits et est apprécié pour sa rusticité et sa capacité d’adaptation. Bien qu’autrefois plus répandu, le nombre de ces moutons a diminué avec le temps, ce qui leur confère aujourd’hui un statut de race en danger et justifie des efforts de conservation de la part d’associations et d’éleveurs passionnés.

## Caractéristiques et élevage
Outre leur apparence distinctive, les moutons de Jacob présentent plusieurs atouts en élevage :
- Robustesse et adaptabilité : Ils sont capables de s’adapter à des environnements variés, ce qui a permis leur survie dans différentes régions du monde.
- Utilisations traditionnelles : Historiquement, ils étaient élevés pour la production de laine, de viande et parfois même pour des raisons ornementales.
- Conservation de la biodiversité : En tant que race patrimoniale, le mouton de Jacob joue un rôle important dans la préservation de la diversité génétique des ovins, ce qui en fait un sujet d’intérêt pour de nombreux projets de conservation[1].

## Utilisations traditionnelles et contemporaines
Le mouton de Jacob n’est pas uniquement apprécié pour son apparence. Ses différentes utilités ont évolué au fil du temps :
- Laine : Bien que sa laine ne soit pas toujours utilisée dans la production industrielle, elle est valorisée dans l’artisanat et la confection de textiles traditionnels.
- Viande : La viande de mouton de Jacob est réputée pour sa qualité, même si elle est produite à une échelle moindre que celle d’autres races plus courantes.
- Expositions et patrimoine : De nombreux éleveurs et passionnés participent à des expositions et des événements visant à promouvoir les races anciennes, soulignant ainsi la valeur culturelle et historique du mouton de Jacob.

## Signification culturelle
Le mouton de Jacob occupe également une place particulière dans l’imaginaire collectif. Son image atypique en fait un symbole de diversité et d’authenticité, représentant le lien historique entre l’homme et l’animal. Dans certains contextes, il est même considéré comme un emblème de la préservation des races traditionnelles, souvent mis en avant lors d’événements culturels ou artistiques.